# De Jonge Samoerai: De Ring van Wind
De Ring van Wind is het zevende boek in de fictiereeks De Jonge Samoerai, geschreven door de Engelse auteur Chris Bradford.
De Ring van Wind gaat verder na het einde van De Ring Van Vuur.
Het boek verscheen in maart 2012 in Engeland, in Nederland op 15 juli 2015.

## Samenvatting
Jack Fletcher is een jonge Engelse samoeraikrijger in het zeventiende-eeuwse Japan. In dit zevende deel van de serie wordt hij achtervolgd door de Shoguns samoerai. Jack en zijn vrienden weten te ontsnappen door vermomd als pelgrims aan boord van een schip te gaan. Maar de route is vol gevaren: woeste stormen, mensetende haaien en ninja-piraten. De verraderlijke bemanning maakt hun vlucht nog gevaarlijker. Kan Jack op tijd een beroep doen op De Ring van Wind of zijn hij en zijn vrienden op weg naar een zeemansgraf…

## Personages
- Jack Fletcher - hij was de eerste Engelsman die voet aan wal zette op Japan, en de eerste die samoerai werd. Nu is hij op weg naar huis.

## De Vijf Ringen
De titels van de nieuwe boeken in deze serie zijn vernoemd naar De Vijf Ringen.
Dit zijn de vijf grote elementen van het universum: Aarde, Water, Vuur, Wind & Hemel.

De Vijf Ringen vormen de basis van hoe ninja’s het leven zien. Ninja's erkennen de kracht van de natuur en ze proberen daarmee in harmonie te leven.

Elk van de Ringen staat voor verschillende lichamelijke en geestelijke toestanden:
Aarde staat voor stabiliteit en zelfvertrouwen;
Water staat voor flexibiliteit en aanpassingsvermogen;
Vuur staat voor energie en toewijding;
Wind staat voor vrijheid, zowel van de geest als van het lichaam;
Hemel staat voor de Ruimte, vol dingen die buiten ons alledaagse leven staan, de onzichtbare kracht en creatieve energie van de kosmos.

De Vijf Ringen komen voor in alles wat ninja's doen. De Ringen zijn de inspiratie voor ninja-technieken en tactieken.

Beheers de Vijf Ringen: leer om standvastig te zijn zoals de Aarde, soepel te zijn als het Water, toe te slaan als Vuur, te rennen als de Wind en alziend te zijn als de Hemel. Dan ben je een ninja.

## Andere boeken in deze serie in het Nederlands
- De Weg van de Krijger (15 januari 2009)
- De Weg van het Zwaard (27 oktober 2009)
- De Weg van de Draak (16 november 2010)
- De Ring van Aarde (26 augustus 2013)
- De Ring van Water (4 september 2014)
- De Ring van Vuur (8 mei 2015)
- De Ring van de Hemel (20 november 2015)